# Homer (Minnesota)
 (avril 2025).
Pour les articles homonymes, voir Homer.
Homer est une census-designated place située dans le comté de Winona, dans l’État du Minnesota, aux États-Unis. Lors du recensement de 2020, elle comptait 189 habitants.